# 馬皮里帕納
馬皮里帕納是哥倫比亞的城鎮，位於該國東部，由瓜伊尼亞省負責管轄，面積6,457平方公里，海拔高度97米，2005年人口2,895，人口密度每平方公里0.45人。